# Dužica
Dužica ili šarenica (lat. iris) je mišićna opna između rožnjače i sočiva, koja odvaja prednju od zadnje očne komore. Kroz nju u oko ulaze svetlosne zraci. Mišić dužice deluje refleksno i određuje veličinu zenice, pa se ona na jakom svetlu sužava a na slabom širi. Dužica svojim izgledom određuje boju očiju. Boja dužice se dobija genetskim nasleđem, i određena je količinom pigmenata. Kada ne bi bilo pigmenta oko bi bilo roze boje (albino). Postoje dva pigmenta melanin i lipohrom koji direktno učestvuju u boji oka. Melanin je braon boje i kontroliše ga 15-ti hromozom, dok lipohrom žuto-braon i kontroliše ga 19-ti hromozom. U ređim slučajevima može da se desi da jedno oko bude drugačije boje, ali to je jako redak slučaj. Dužica ne menja boju sa staranjem ma koliko se veruje u to. Dešava se da posmatrači uoče promenu boje očiju, ali to nije realnost, jer boja očiju zavisi od osvetljenja, kontrasta i oblačenja čoveka.

## Etimologija
Reč „iris“ (лат. Iris) izvedena je od grčke reči Ιρις, „duga“, i Iride boginje duge i glasnika bogova u Ilijadi, zbog mnogih boja ovog dela oka.

## Građa
Dužica se sastoji od dva sloja: prednjeg pigmentnog i fibrovaskularnog poznatog kao stroma, ispod koga je sloj pigmentnih epitelnih ćelija. Stroma se povezuje sa kružnim mišićem (sfinkterom) zenice (sfincter pupillae), koji odgovara za pomeranje zenice u kružnim pokretima, a skup mišića za širenje (dilator pupillae) pomera dužiicu radijalno, povlačeći je u naborima.
Zadnja površina dužice je pokriven jako pigmentiranim epitelnim slojem koji je dvoćelijske debljine (pigmentni epitel irisa), dok prednja površina nema epitela. Ta prednja površina se projektuje kao dilator mišića. Visoko pigmentirani sadržaj blokira svetlo koje prolazi kroz dužicu ka mrežnjači, usmeravajući ga na zenicu.
Spoljni rub dužice je kornea, koja je pričvršćena na bionjaču i prednji deo cilijarnog tela. Iris i cilijarno telo zajedno su poznati kao prednja uvea. Ispred samog korena irisa je regija zvana trabekulska (kvržičasta) mreža, kroz koju se očna vodica stalno crpi iz oka, i tako reguliše očni pritisak. Pojedine bolesti irisa često imaju jak uticaj na očni pritisak i posredno na vid. Zajedno sa prednjim cilijarnim tijelom, dužica pruža sporedni put za oticanje tečnosti iz oka.
Dužica je podeljen na dva glavna regiona:
- Zona zenice je unutrašnji region čija ivica čini granicu zenice.
- Cilijarna zona je ostatak šarenice koji se proteže do svog početka na cilijarnom telu.

Ovratnik je najdeblji deo šarenice, koji odvaja deo zenice od cilijarnog dela. Ovratnik je ostatak omotača embrionalne zenice. Obično se definiše kao region gde se mišić sfinktera i mišić dilatator preklapaju. Radijalni grebeni se protežu od periferije do zone zenice, za snabdevanje irisa krvnim sudovima. Koren šarenice je najtanji i najperiferniji.
Mišićne ćelije šarenice su glatki mišići kod sisara i vodozemaca, ali su prugasti mišići kod gmizavaca (uključujući ptice). Mnoge ribe nemaju ni jedno ni drugo, i kao rezultat toga, njihove šarenice nisu u stanju da se šire i skupljaju, tako da zenica uvek ostaje fiksne veličine.

### Spreda
Fuchsove kripte su niz otvora koji se nalaze sa obe strane okovratnika koji omogućavaju da se stroma i dublje tkivo šarenice kupaju u očnoj vodici. Trabekule kolagena koje okružuju ivicu kripta mogu se videti u plavim šarenicama.
Sredina između ovratnika i porekla šarenice: ovi nabori su rezultat promena na površini šarenice dok se ona širi.
Kripte na bazi  šarenice su dodatni otvori koji se mogu uočiti blizu najudaljenijeg dela cilijarnog dela šarenice.

### Pozadi
Švalbeovi radijalni kontrakcijski nabori su niz veoma finih radijalnih nabora u zeničnom delu  šarenice koji se proteže od ruba zenice do kragne. Oni se povezuju sa izbočenim izgledom zenice.
Strukturni nabori Schvalbea su radijalni nabori koji se protežu od granice cilijarnih i pupilarnih zona koji su mnogo širi i šire razmaknuti, kontinuirani sa "dolinama" između cilijarnih nabora.
Neki od kružnih kontrakcijskih nabora su fini nizovi grebena koji se protežu blizu ruba zenice i variraju u debljini pigmentnog epitela šarenice; drugi su u cilijarnom delu šarenice.

### Mikroanatomija
Od prednjeg (prednjeg) do zadnjeg (zadnjeg), slojevi  šarenice su:
- Prednji ograničavajući sloj
- Stroma  šarenice
- Mišić sfinktera  šarenice
- Mišić dilatator šarenice (mioepitel)
- Prednji pigmentni epitel
- Zadnji pigmentni epitel

### Razvoj
Stroma i prednji granični sloj šarenice su izvedeni iz nervnog grebena, a iza strome irisa iz neuroektoderma optičke čašice razvijaju se mišići sfinkter zenice i mišići dilatatora zenice, kao i epitel šarenice.

## Boja očiju
Boja očiju je poligenski fenotip određen sa dva različita faktora: pigmentacijom dužice oka i zavisnošću od frekvencije rasejanja svetlosti zamućenom sredinom u stromi dužice. Boju ljudskog oka određuju dva faktora - pigmentacija irisa i način na koji šarenica rasipa svetlost koja prolazi kroz nju.  Geni diktiraju koliko će melanina biti prisutno u oku.  Što je više melanina, to je tamnije oko.  Međutim, može izgledati da se boja očiju menja kod određenih osoba u zavisnosti od količine prisutnog svetla.  Ovo se dešava zbog dvostrukog sloja šarenice prisutnog u oku.  Boja zavisi i od toga koji sloj reflektuje svetlost.
Kako ne postoje dve osobe na svetu koje imaju potpuno istu boju očiju, boja šarenice je specifična za svaku osobu na svoj način, i zato prvo što primetimo kod osobe upravo je boja očiju.

## Bolesti dužice
| Bolest                             | Šifra MKB10 i latinski naziv           | Slika | Karakteristike |
| ---------------------------------- | -------------------------------------- | ----- | --- |
| Zapaljenje dužice i zrakastog tela | H20 — Iridocyclitis (uveitis anterior) |       | Zapaljenje dužice i zrakastog tela ili uveitis anterior (lat. iridociklitis) je istovremeni zapaljenjski proces prednjeg segmenta ljudskog oka, lokalizovan na dužici ili irisu (lat. iritis) i zrakastom telu (lat. corpus ciliare) (lat. ciclitis). Kako su dužica i zrakasto telo su delovi srednjeg omotača odnosno sudovne opne oka u veoma bliskom anatomskom odnosu, zapaljenski proces obično u isto vreme zahvata i dužicu i zrakasto ili cilijarno telo, što se još naziva i uveitis anterior. |
| Zapaljenje dužice                  | H21 — Iritis                           |       | Zapaljenski proces koji je zahvatio samo dužicu. Dužica gradi prednji deo sudovne opne i ima oblik okrugle ploče prečnik 10 - 12 mm koja u svom središnjem delu ima otvor - zenicu (pupilla). Ova opna deli zadnju od prednje komore, koje međusobno komuniciraju preko zenice. Prema izgledu zapaljenskog procesa iritisi se dele na difuzne i na cirkumskriptne, odnosno nodularne. - Difuzni oblik iritisa je zapaljenski proces koji zahvata difuzno dužično tkivo u celini. - Cirkumskriptni ili nodularni oblik iritisa, je proces koji se ispoljava u vidu čvorića. Kod svakog zapaljenskog procesa dužice preovlađuje eksudacija. Prema karakteru eksudacije iritise delimo na serozne, fibrinozne, purulentne (gnojne) i hemoragične. Serozni oblik iritisa ima blažu kliničku sliku dok ostali oblici imaju težu. Klinička slika zavisi da li se radi o akutnom ili hroničnom obliku. Kod akutnog iritisa simptomatologija je burna. Prisutni su svi nadražajni simptomi: epifora ( suzenje oka), fotofobija ( preosetljivost na svetlost) i blefarospazam ( grč kapka). Pored toga postoji difuzni bol i hiperemija, oštrina vida je smanjena. Kod subakutnih oblika postoje svi navedeni simptomi ali su oni znatno manjeg intenziteta,a kod hroničnog oblika simptomi su veoma slabo izraženi. |

## Spoljašnje veze
- (језик: енглески)